# Синархия
Сина́рхия (греч. συναρχία — «совластие», «соуправление», от σύν — «с-; со» и ἀρχεία — «начало; власть») — термин, введенный Сент-Ив д’Альвейдром как противоположное «анархии», под ним предполагается иерархический закон существования безупречного организма человечества. Более глубокое содержание этого понятия раскрыл Владимир Шмаков в работе «Закон синархии», написанной в 1915 году.
Сущность закона синархии состоит в том, что мир в своем многообразии является стройным организмом, где отдельные формы расположены согласно иерархическому закону бесконечного синтеза, который постоянно углубляется. По версии В. Шмакова
Любое из существ имеет особое назначение. Благодаря этому, они не только образуют части вселенной, но и сами по себе есть вселенные, владеющие самобытным значением.
Поскольку закон синархии — закон иерархический, то, в соответствии с ним, достигнутая степень в синархии отвечает месту на «лестнице совершенствования». Всякое сознание является объединением и устройством входных в него элементов, при отсутствии этого мы получаем набор хаотичных и друг от друга независимых представлений. Чем большее число элементов способно привести в порядок сознание и больше установить закономерностей, тем выше его синархия.
Политическая централизация власти — стремление создавать централизованные многоуровневые бюрократические иерархические структуры, тем самым подчиняя контролю даже самые незначительные решения в разных сферах — прямо противоречит закону синархии, поскольку такая унификация построения мира ограничивает число его степеней свободы и препятствует развитию индивидуальности.
Наоборот, синархическое возрастание «является углублением и расширением субъективности личности и повышением порядка великого множества».

## Происхождение
Самое раннее использование термина приписывается Томасу Стэкхаусу — английскому священнослужителю. Атрибуцию можно найти в Словаре Уэбстера. Определение Синархии, данное Вебстером, полностью ограничивается «совместным правлением или суверенитетом».
Наиболее существенное раннее использование этого слова происходит из произведений Александра Сент-Ива д’Альвейдра (1842—1909), который использовал этот термин в своей книге «Вне Франции» для описания того, что, по его мнению, было идеальной формой правления. В ответ на появление анархистских идеологий и движений Сент-Ив разработал политическую формулу, которая, как он считал, приведет к гармоничному обществу. Он защищал социальную дифференциацию и иерархию с сотрудничеством между социальными классами, выходя за пределы конфликта между социальными и экономическими группами: синархия, в отличие от анархии. В частности, Сент-Ив представлял себе федеративную Европу с корпоративистским правительством, состоящем из следующих советов:
- для научных кругов;
- для судебной власти;
- для торговли.